# Milton Nascimento (1969)
| Críticas profissionais | Críticas profissionais |
| Avaliações da crítica  | Avaliações da crítica  |
| Fonte                  | Avaliação              |
| ---------------------- | ---------------------- |
| Allmusic               | [ 1 ]                  |

Milton Nascimento é o 3º (terceiro) álbum de Milton Nascimento. Foi lançado em LP em 1969, pela Odeon.  O disco teve produção de Milton Miranda e direção musical de Lyrio Panicali. Luiz Eça foi responsável pela orquestração e regência, ao lado de Paulo Moura e Maurício Mendonça. Convidados por Milton, participaram das gravações os músicos Novelli, Robertinho Silva, Hélvius Vilela, Luiz Fernando, Nelson Ângelo, Wagner Tiso e Toninho Horta, vários dos quais continuariam a trabalhar com Milton em trabalhos posteriores.

## Faixas

### Lado Um
1. "Sentinela" (Milton Nascimento, Fernando Brant) – 4:26
2. "Rosa do Ventre" (Milton Nascimento, Fernando Brant) – 2:47
3. "Pescaria (Canoeiro)/O Mar é Meu Chão" (Dorival Caymmi, Dori Caymmi, Nelson Motta) – 2:02
4. "Tarde" (Milton Nascimento, Márcio Borges) – 3:46

### Lado Dois
1. "Beco do Mota" (Milton Nascimento, Fernando Brant) – 3:03
2. "Pai Grande" (Milton Nascimento) – 3:34
3. "Quatro Luas" (Nelson Angelo, Ronaldo Bastos) – 3:11
4. "Sunset Marquis 333 Los Angeles" (Milton Nascimento, Fernando Brant) – 2:21
5. "Aqui, Ó!" (Toninho Horta, Fernando Brant) – 4:13